# Famenne Ardenne Classic 2022
La Famenne Ardenne Classic 2022, quarta edizione della corsa e valida come prova dell'UCI Europe Tour 2022 categoria 1.1, si svolse il 2 ottobre 2022 su un percorso di 188 km, con partenza e arrivo da Marche-en-Famenne, in Belgio. La vittoria fu appannaggio del francese Axel Zingle, il quale completò il percorso in 4h26'14", alla media di 42,369 km/h, precedendo i belgi Amaury Capiot e Oliver Naesen.
Sul traguardo di Marche-en-Famenne 94 ciclisti, dei 130 partenti, hanno portato a termine la competizione.

## Squadre e corridori partecipanti
| N.    | Cod. | Squadra                   |
| ----- | ---- | ------------------------- |
| 1-7   | IWG  | Intermarché-Wanty-Gobert  |
| 11-17 | LTS  | Lotto Soudal              |
| 21-27 | ACT  | AG2R Citroën Team         |
| 32-37 | COF  | Cofidis                   |
| 41-47 | IPT  | Israel-Premier Tech       |
| 51-57 | TFS  | Trek-Segafredo            |
| 61-67 | ARK  | Team Arkéa-Samsic         |
| 71-77 | ADC  | Alpecin-Deceuninck        |
| 81-87 | BWB  | Bingoal Pauwels Sauces WB |
| 91-97 | SVB  | Sport Vlaanderen-Baloise  |

| N.      | Cod. | Squadra                     |
| ------- | ---- | --------------------------- |
| 101-107 | HPM  | Human Powered Health        |
| 111-115 | MCT  | Minerva Cycling             |
| 122-127 | TEN  | TotalEnergies               |
| 131-137 | VWE  | VolkerWessels Cycling Team  |
| 141-146 | LPC  | Leopard Pro Cycling         |
| 151-157 | RDW  | WiV SunGod                  |
| 161-167 | MET  | Metec-Solarwatt p/b Mantel  |
| 171-176 | BCY  | BEAT Cycling                |
| 181-187 | RIW  | Riwal Cycling Team          |
| 191-197 | BEB  | Bolton Equities Black Spoke |

## Ordine d'arrivo (Top 10)
| Pos. | Corridore        | Squadra     | Tempo    |
| ---- | ---------------- | ----------- | -------- |
| 1    | Axel Zingle      | Cofidis     | 4h26'14" |
| 2    | Amaury Capiot    | Arkéa       | s.t.     |
| 3    | Oliver Naesen    | AG2R        | s.t.     |
| 4    | Hugo Hofstetter  | Arkéa       | s.t.     |
| 5    | Hugo Page        | Intermarché | s.t.     |
| 6    | Jenthe Biermans  | Israel      | s.t.     |
| 7    | Tim Merlier      | Alpecin     | s.t.     |
| 8    | Edward Theuns    | Trek        | s.t.     |
| 9    | Guillaume Boivin | Israel      | s.t.     |
| 10   | Rory Townsend    | WiV         | s.t.     |